# Kretek

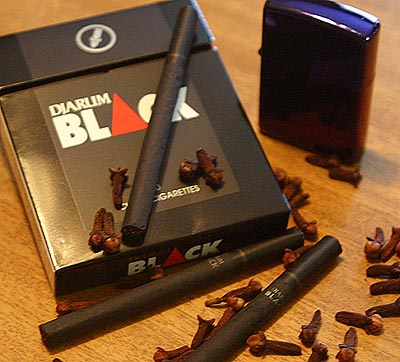
Cigarety kretek

Kretek je druh cigarety pocházející z Indonésie, kde je nejrozšířenějším tabákovým výrobkem. Kromě tabáku obsahuje hřebíček a další aromatické látky, také filtr mívá někdy sladkou příchuť. Onomatopoický název „kretek“ pochází z typického praskání, které zapálená cigareta vydává. Kretek vynalezl koncem devatenáctého století Haji Jamhari z města Kudus, který si eugenolem z hřebíčku léčil dýchací potíže. Zdravotní dopady kouření jsou však spíše negativní, protože kretek obsahuje dvakrát více nikotinu a dehtu než obyčejné cigarety.